# Agrotis bosqina
Agrotis bosqina là một loài bướm đêm trong họ Noctuidae.